# Улица Мордовцева (Владивосток)

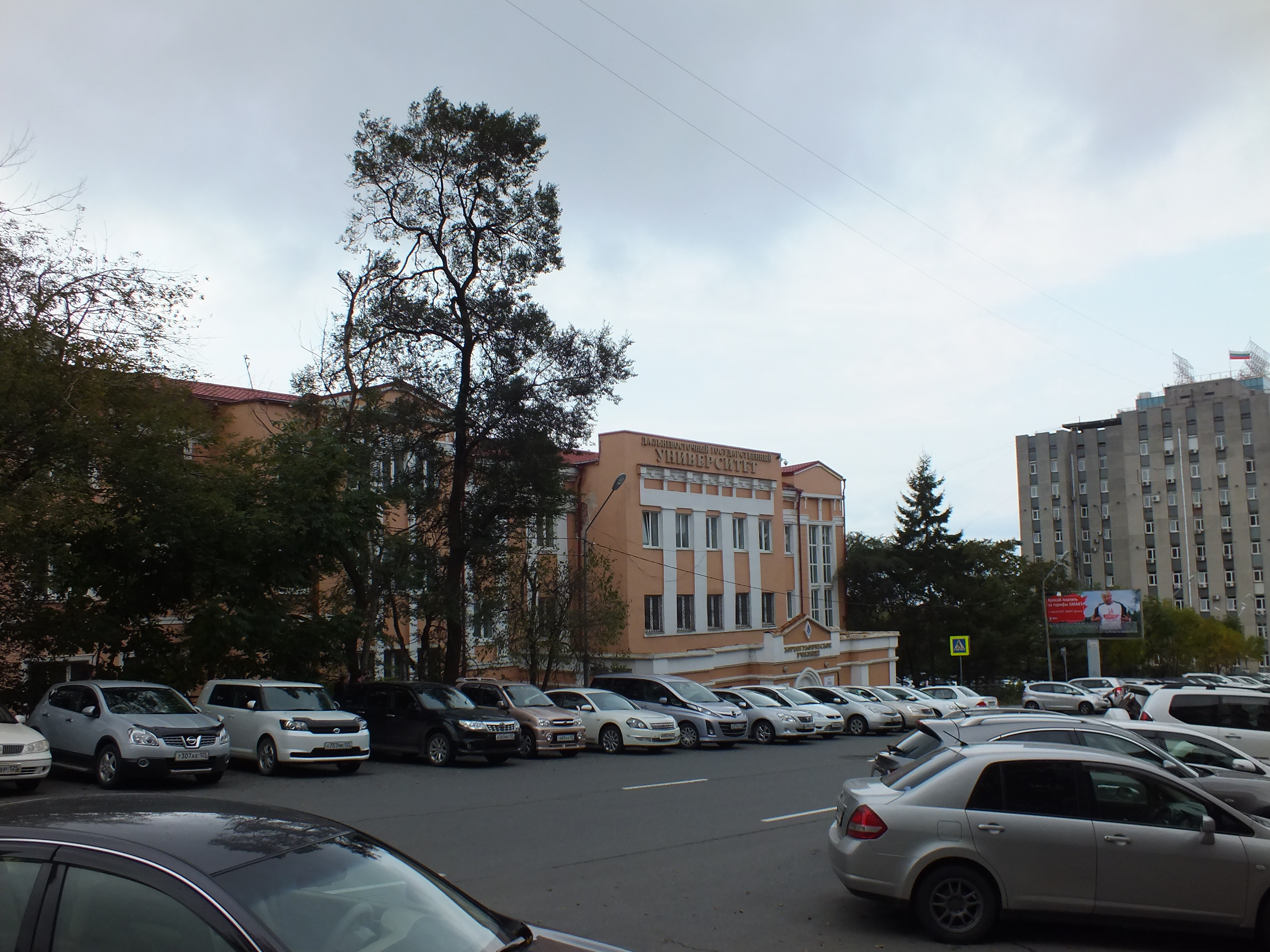
Владивосток, ул. Мордовцева, административный корпус ДВФУ.

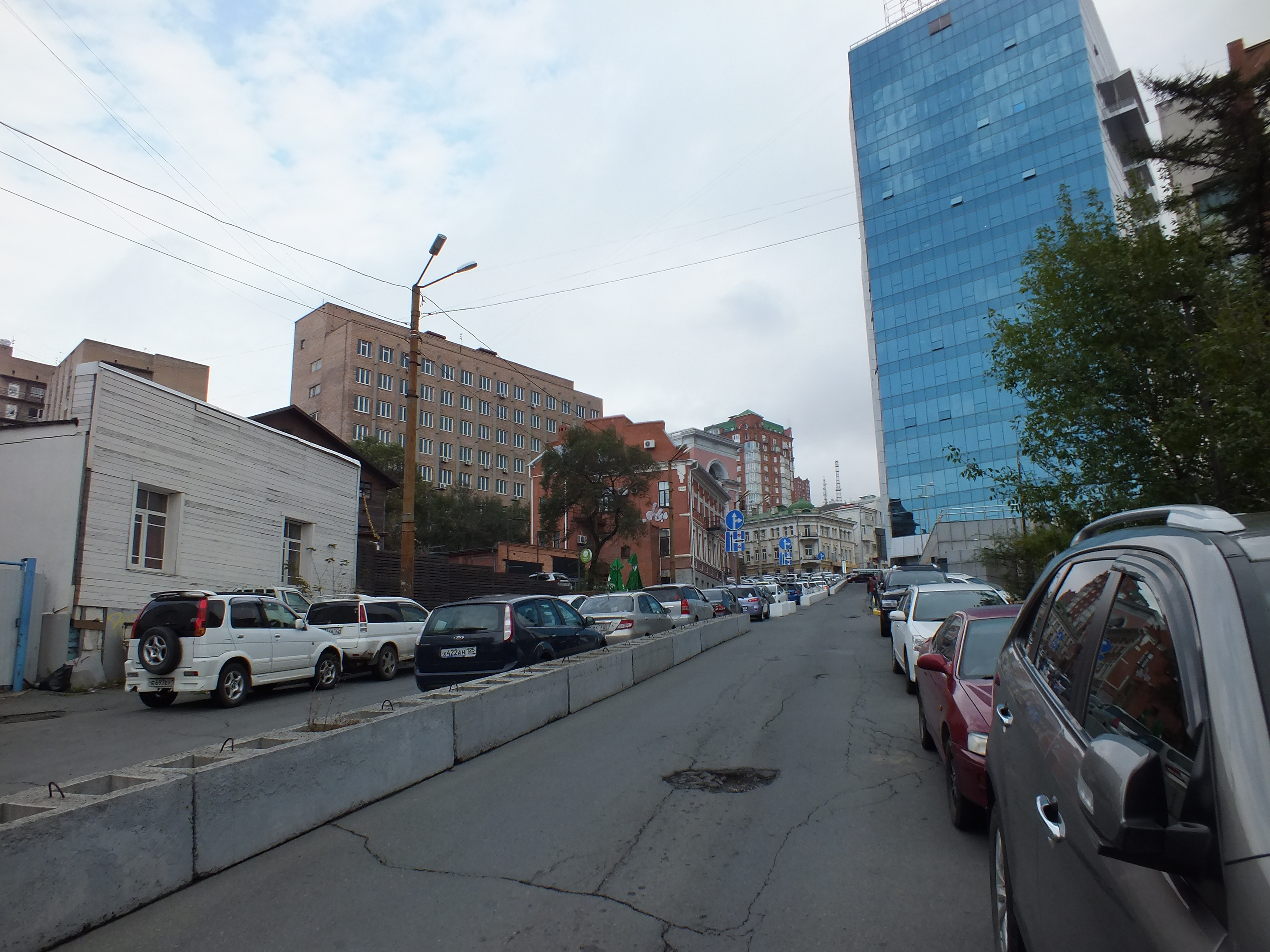
Владивосток, ул. Мордовцева, участок с левосторонним движением.

У́лица Мордо́вцева — улица во Владивостоке. Прежнее название — Косой переулок. Проходит по диагонали от Семёновской площади до пересечения Фонтанной улицы и Океанского проспекта. Названа в честь чекиста Алексея Михайловича Мордовцева. На улице есть табличка с надписью: «Улица названа в честь Алексея Мордовцева — чекиста, погибшего в 1932 году в борьбе с белобандитами в Приморье».
Из-за особенностей организации движения в центре Владивостока, на улице Мордовцева с августа 2012 года по март 2013 года фактически действовала левостороннее движение.

## Примечательные здания
- Дом № 3 — здание Приморского крайпотребсоюза.
- Дом № 5 — бывшая канцелярия 2-го округа Приамурского акцизного управления (начало XX века; памятник архитектуры)[4].
- Дом № 8 — бывший доходный дом (начало XX века; памятник архитектуры)[5].
- Дом № 12 — административный корпус ДВФУ.